# Raimund Roger (Foix)
Raimund Roger (franz: Raymond Roger, okzit: Ramon Roger; † 27. März 1223) war von 1188 bis zu seinem Tod ein Graf von Foix. Bekannt wurde er als entschiedener Gegner des Albigenserkreuzzuges.

## Herkunft
Raimund Roger war der zweite Sohn des Grafen Roger Bernard I. (gen. der Fette) und der Cécile von Béziers aus dem Hause Trencavel. Da sein älterer Bruder Roger jung verstarb, folgte er seinem im November 1188 verstorbenen Vater, der 1185 die Lehnshoheit des Königs von Aragon anerkannte, in der Grafschaft Foix nach.
Seine Geschwister waren:
- Roger († 1182)
- Esclarmonde († um 1215), verheiratet mit Jourdain II. de l’Isle
- Schwester (Name unbekannt), verheiratet mit Arnaud Guillaume de Marquefave

## Erste Jahre
Zu Beginn seiner Regentschaft begab sich Raimund Roger vermutlich im Gefolge König Philipps II. von Frankreich auf den dritten Kreuzzug, wo er bei der Belagerung Akkons teilgenommen haben soll. Allerdings wird er dabei in keiner Chronik erwähnt. Nach seiner Rückkehr aus dem heiligen Land entschloss sich Raimund Roger seinen Machtbereich über die Pyrenäen in den Süden auszudehnen und verbündete sich dafür 1196 mit dem Vizegrafen Arnaud von Castelbon. Dadurch geriet er in Konflikt mit Graf Armengol VIII. von Urgell und dem Bischof von Urgell Bernat de Villemur. Raimund Roger wurde schließlich zusammen mit seinem Verbündeten im Februar 1203 von seinen Gegnern gefangen genommen, wurde jedoch im September desselben Jahres unter Vermittlung König Peters II. von Aragon wieder frei gelassen. Der Konflikt wurde erst 1207 beigelegt. Ab 1200 entzündete sich ein Streit mit dem mächtigen Grafen von Toulouse, nachdem der Herr von Roquefixade und Montségur dem Grafen von Foix gehuldigt hatte, zudem waren sich die beiden Grafen über die Lehnsherrschaft von Saverdun im Unklaren. Zu diesem Zweck verbündete sich Raimund Roger mit seinem Neffen dem Vizegrafen Raimund-Roger von Carcassonne gegen Toulouse und konnte 1202 den Streit für sich entscheiden. Neben diesen Auseinandersetzungen lag Raimund Roger auch mit dem Grafen Bernard IV. von Comminges im Streit über den Besitz von Sainte-Croix-Volvestre den Raimund Roger bis 1209 ebenfalls für sich entscheiden konnte.

## Schutzherr der Katharer
Ebenso wie die anderen bedeutenden Adligen des Languedoc geriet auch Raimund Roger aufgrund seiner milden Haltung gegenüber den Katharern in den Verdacht, ein Ketzer zu sein. Obwohl der Graf selbst der katholischen Kirche angehörte, waren seine Schwester Esclarmonde und Ehefrau Philippa Perfectae (Vollkommene) der katharischen Kirche. Bei der Erteilung des Consolamentum für seine Schwester 1204 in Fanjeaux durch den Katharerbischof Guilhabert de Castres war Raimund Roger Zeuge. Auf seinen Domänen fanden außerdem 1206 ein Konzil der Sekte in Mirepoix statt bei dem über 600 Katharer teilnahmen, sowie ein Jahr später der letzte große Disput zwischen der katharischen (u. a. Esclarmonde de Foix und Benoît de Termes) und katholischen Kirche (Diego d’Osma, Domingo de Guzmán) in Pamiers statt bei dem Raimund Roger ebenfalls anwesend war. Weiterhin war der Ausbau des in der Grafschaft Foix gelegenen, Montségur durch Raymond de Péreille als Rückzugsort für die Katharer von großer Bedeutung.

## Der Albigenserkreuzzug
So wurde auch die Grafschaft Foix zu einem Ziel des 1208 von Papst Innozenz III. ausgerufenen Albigenserkreuzzuges dem sich Raimund Roger von Beginn an entgegenstellte, ganz im Gegensatz zu seinem mächtigen Nachbarn dem Grafen Raimund VI. von Toulouse, der sich dem Kreuzzug anschloss. Nachdem die Kreuzritter unter der Führung des Simon IV. de Montfort 1209 Béziers und Carcassonne eingenommen hatten, erreichte der Kreuzzug auch die Grafschaft Foix. Vital der Vorsteher der Abtei St. Antonin de Frédélas, der im Konflikt mit Graf Raimund Roger lag, bot dem in Fanjeaux weilenden Montfort die Übergabe von Pamiers an. Auf dem Weg nach Pamiers nahm Montfort zuerst Preixan und Saverdun ein, wo er Enguerrand de Boves als Kastellan einsetzte. Am 22. September 1209 fiel auch Mirepoix in die Hände der Kreuzfahrer, welches Montfort seinem Marschall Guy de Levis anvertraute. Nur die Burg Roquefixade hielt in den kommenden Jahren erfolgreich mehreren Belagerungen stand. Im Jahr darauf scheiterte in Pamiers ein Versuch König Peters II. von Aragon den Grafen von Foix mit Simon de Montfort zu versöhnen.
Die Schlacht von Montgey
Nachdem die Kreuzfahrer 1210 Minerve und Termes erobert hatten, nahmen sie im März 1211 die Belagerung von Lavaur auf. Die Belagerung gestaltete sich als schwierig, so dass Montfort im April ein stärkeres Kreuzfahrerheer, vornehmlich aus deutschen Rittern bestehend, zur Unterstützung heranziehen ließ. Diesem Heer, kommandiert von Nicholas de Bazoches, stellte Raimund Roger in der Nähe von Lavaur bei Montgey eine Falle. Sein ihm zur Verfügung stehendes Heer, bestehend aus Bauern und wenigen Rittern, versteckte er in einem Wald und griff die Kreuzfahrer aus dem Hinterhalt an. Die Kreuzfahrer wurden vollständig besiegt, den wenigen Gefangenen die gemacht wurden, ließ der Graf Nase und Ohren abschneiden.
Die erste Belagerung von Toulouse
Trotz des Sieges konnte der Fall von Lavaur wenige Tage später nicht verhindert werden, jedoch fiel danach Graf Raimund VII. von Toulouse von den Kreuzfahrern ab und wendete sich gegen sie. Daraufhin zog Montfort im Juni 1211 mit seinem Heer direkt nach Toulouse, der Graf von Toulouse verbündete sich eilends mit Raimund Roger von Foix sowie Graf Bernard IV. von Comminges. Bei der Brücke von Montaudran, die 4 km südöstlich von Toulouse den Hers überquerte, stellte sich die Koalition der Grafen dem Feind entgegen. Nachdem im anschließenden Gefecht mehrere Ritter beider Seiten im Wasser ertrunken waren, zogen sich die Grafen in die Stadt zurück, deren Belagerung Montfort sofort aufnahm. Jedoch war die Verteidigung der Stadt nicht zu überwinden, so dass die Belagerung nach zwei Wochen abgebrochen werden musste.
Der Kampf um Castelnaudary
Nach diesem Abwehrerfolg gingen die Grafen in die Offensive und schlossen im September 1211 Montfort in Castelnaudary ein. Montfort konnte die Stadt gut verteidigen, nicht zuletzt weil er Verstärkung durch Guy de Lévis und Bouchard de Marly erhielt. Ein weiteres Kontingent wurde von Martin d’Algai herangeführt. Raimund Roger von Foix setzte sich mit seinem Heer von der Belagerung ab um d’Algai bei der Burg St. Martin, 5 km von Castelnaudary entfernt, abzufangen. Montfort schickte 40 seiner Ritter aus um d’Algai zu unterstützen doch der Graf von Foix überraschte d’Algais Heer, das die Flucht ergriff. Statt nun den Kampf auf Montforts Ritter zu konzentrieren, begannen Raimund Rogers Männer den zurückgebliebenen Tross der Kreuzfahrer zu plündern. Montfort, der das Geschehen von den Mauern Castelnaudarys beobachten konnte, erkannte seine Chance und zog mit 60 weiteren seiner Ritter, nur fünf ließ er zur Verteidigung der Stadt zurück, auf das Schlachtfeld. Dort konnten die Ritter beider Seiten trotz erbitterten Kampfes keine Entscheidung erzwingen, woraufhin sich Montfort mit seinen Rittern in die Stadt zurückzog. Wenngleich Montfort, wie auch der Graf von Foix, den Sieg in dieser Schlacht für sich beanspruchte zog er mit seinem Heer aus Castelnaudary ab. Er ließ nur eine kleine Besatzung zurück die dennoch stark genug war die Stadt zu verteidigen. Die Grafen gaben wenige Tage später die Belagerung auf.
Kämpfe in Foix
Im November 1211 plündert Montfort die Stadt Foix, die Burg aber hielt einer Belagerung stand. Danach bemächtigt er sich der Burg von Cher (Quié) die er Guillaume d’Aure übergibt. Ein Versuch seitens Raimund Roger im selben Jahr die Burg zurückzuerobern scheiterte nach zwei Wochen Belagerung.
Ein Jahr später wehrte Raimund Roger erneut einen Angriff auf die Burg von Foix ab und nahm Saverdun ein, das wenig später jedoch wieder von Montfort erobert wurde.
Die Schlacht von Muret
siehe Hauptartikel: Schlacht bei Muret
Im Jahr 1213 unternahm König Peter II. auf einem Konzil in Lavaur einen letzten diplomatischen Versuch den Besitzstand der okzitanischen Fürsten zu wahren. Nachdem jedoch Simon de Montfort sich weigerte dies zu garantieren, ernannte sich der König zum Schutzherren von Toulouse und überquerte im Sommer 1213 mit einem Heer die Pyrenäen. Die Grafen Okzitaniens legten ihm den Lehnseid ab und vereinten sofort ihre Kräfte mit ihm. Mit ihrem vereinten Heer marschierten sie am 30. August auf das von den Kreuzfahrern gehaltene Muret zu. Diese Stadt gehörte dem Grafen von Comminges, der wiederum ein Vasall des Königs von Aragon war, und wurde im Oktober 1212 von den Kreuzfahrern eingenommen. Die Stadt wurde nur von 30 Rittern verteidigt, welche sich in die Zitadelle von Muret zurückzogen. Die erste Abteilung der Okzitanier unter der Führung von Raimund Roger von Foix (400 eigene Ritter und 200 Katalanen) drang durch das Westtor in die Stadt ein und nahm die Belagerung der Zitadelle auf. Doch die Verteidiger konnten noch eine Nachricht zu dem in Fanjeaux weilenden Montfort senden, dieser setzte sich sofort mit ca. 900 Rittern im Eiltempo nach Muret in Marsch. Dort am 11. September angekommen überquerte er die Garonne, drang durch das Osttor in die Stadt ein und nahm den Kampf gegen Foix’ Ritter in den engen Straßen der Stadt auf. Bald aber wichen die Kreuzfahrer zurück und verließen die Stadt, scheinbar in Flucht, Richtung Süden entlang des Westufers der Garonne. Doch zur Überraschung der Verbündeten lässt Montfort sein Heer nun nach Westen schwenken, umging die Stadt im Süden und überquert die Louge, einen Seitenarm der Garonne, und zerstreute dort eine Abteilung der toulousanischen Stadtmiliz. Damit stellte Montfort das Heer Okzitaniens, dass nun die Garonne im Rücken hatte, zur Schlacht, welche am Tag darauf (12. September 1213) geschlagen werden sollte. König Peter II. von Aragon, der angeblich die Nacht über im Feldlager Feste feierte, entschied diese durch sein Ungestüm, indem er den defensiv ausgerichteten Plan des Grafen von Toulouse als unritterlich ausschlug und mit seinen aragonesischen Rittern vorpreschte. Montfort warf dem König seine erste Reihe entgegen die den König von seinen Verbündeten abschnitt, im darauf entstandenen Nahkampf wurde König Peter von Alain de Roucy getötet.
Der Tod des Königs besiegelte die Niederlage der Grafen des Südens deren Heer auseinanderfiel und sich in die Flucht begab. Für Raimund Roger von Foix sollte diese Niederlage unmittelbare Auswirkungen haben, denn Montfort verwüstet darauf sofort erneut die Stadt Foix. Danach wendete sich Montfort wieder nach Toulouse, das er dieses Mal einnehmen konnte.

## Unterwerfung
Nachdem der Graf von Toulouse an den Hof seines Schwagers, des Königs von England, geflohen war unterwarf sich Raimund Roger, wie auch der Graf von Comminges und der Vizegraf von Narbonne, am 18. April 1214 in Narbonne der römischen Kirche. Der päpstliche Legat Petrus von Benevent entzog dem Grafen einstweilen Foix und unterstellte deren Burg dem Abt von St. Tibéri, der dort wiederum seinen Neffen Berengar als Kastellan einsetzte. Weiterhin musste Raimund Roger versprechen weder Katharern noch Faydits Unterstützung zukommen zu lassen.

## Diplomatischer Kampf
Im Herbst 1215 begleitete Raimund Roger den Grafen von Toulouse nach Rom, wo ab dem 11. November das vierte Laterankonzil tagte. Die beiden Grafen beabsichtigten dort vor dem Papst die Ansprüche Montforts auf ihr Erbe diplomatisch entgegenzutreten. Papst Innozenz III. zeigte sich dem Anliegen der Grafen entgegenkommend, doch sein Kompromissvorschlag lediglich die Territorien der Trencavels an Simon de Montfort zu geben während die Grafen ihren Besitz behalten sollten, wurde von den Bischöfen des Languedoc unter ihrem Wortführer Fulko von Toulouse abgelehnt. Stattdessen wurde der Graf Raimund VI. von Toulouse all seines Besitzes für verlustig erklärt, welches an Montfort gehen sollte, und wurde zudem aus seinem ehemaligen Herrschaftsgebiet verbannt. Raimund Roger versuchte das Haus Toulouse zu verteidigen, indem er argumentierte, dass man das Erbe des jungen Raimund VII. nicht ignorieren dürfe, der an den Handlungen seines Vaters unschuldig sei. Außerdem erklärte sich Raimund VI. bereit, sofort zugunsten seines Sohnes abzudanken, aber auch dieser Kompromiss wurde von der Montfort-Partei abgelehnt. Der Grafensohn durfte lediglich die Markgrafschaft Provence und das Agenais, das Erbe seiner Mutter Johanna von England, erhalten.
Raimund Rogers eigene Verteidigung fand hingegen ein größeres Gehör, als er Vorwürfen der Häresie vor allem damit entgegnete, indem er seine Schwester Esclarmonde für die Anwesenheit der Katharer auf dem Montségur verantwortlich machte.

## Die Rückeroberung
Im Sommer 1216 landeten Graf Raimund VI. und sein Sohn, das Urteil des Konzils ignorierend, unter dem Jubel der Bevölkerung an der Küste der Provence. Während Raimund VI. sich danach auf dem Landweg in den Süden begab, nahm der junge Raimund VII. die Belagerung der Zitadelle von Beaucaire auf, was den Beginn des Rückeroberungskampfes gegen die Kreuzfahrer bedeutete.
Raimund Roger von Foix konnte unterdessen Simon de Montfort diplomatisch binden, indem er am 14. September unter Vermittlung des Papstes in St. Jean-de-Verges einen Waffenstillstand mit dem Kreuzzugsführer einging. Einen weiteren Erfolg konnte Raimund Roger erringen als Papst Honorius III. am 27. November 1216 den Abt von St. Tibéri anwies, die Burg von Foix wieder an seinen rechtmäßigen Besitzer auszuhändigen. Dies brachte Montfort dazu den Waffenstillstand zu brechen mit dem Vorwand Raimund Roger habe ihn selbst zuvor gebrochen. Montfort belagerte ab dem 6. Februar 1217 die Burg Montgrenier, die von Raimund Rogers Sohn Roger Bernard verteidigt wurde. Nach einer sechswöchigen Belagerung und der Abweisung einer Aufforderung des Papstes die Belagerung zu beenden, nahm Montfort die Burg ein, musste aber die Verteidiger abziehen lassen. Die Belagerung Mongreniers hatte Montfort aber lange genug binden können, um für den Grafen von Toulouse die Zeit zu geben, ein Heer aus Aragon über die Pyrenäen zu führen, mit dem er am 13. September 1217 seine Hauptstadt kampflos einnehmen konnte. Raimund Roger unterstützte die nun anstehende Verteidigung der Stadt gegen die Kreuzfahrer. Am 25. Juni 1218 wurde Simon de Montfort beim Versuch seinen Bruder Guy, der bei einer Attacke auf die Stadt verwundet wurde, in Sicherheit zu bringen von einem Katapultgeschoss tödlich am Kopf getroffen.
Montforts ältester Sohn Amaury übernahm nun die Führung des Kreuzzuges, doch dieser sollte sich in dieser Position als unfähig erweisen. Als Amaury ab dem Dezember 1218 zusammen mit dem französischen Prinzen Ludwig VIII. die Stadt Marmande belagerte, konnte Raimund Roger zusammen mit den Grafen von Toulouse und Comminges sowie einem Aufgebot Faydits im Frühjahr 1219 ein großes Kreuzfahrerheer, das aus Carcassonne zu Amaury stoßen sollte, in der Nähe von Baziège vernichtend schlagen. Danach bekämpfte Raimund Roger die Kreuzfahrer im Lauragais und eroberte 1220 zusammen mit Raimund VII. von Toulouse Castelnaudary dessen Verteidiger Guy de Montfort, der Sohn Simons, dabei getötet wurde. Raimund Roger organisierte sogleich die Verteidigung der Stadt die Amaury de Montfort zurückerobern wollte, dabei gelang es den Verteidigern den Katharerbischof Guilhabert de Castres aus der Stadt zu schmuggeln der sich daraufhin auf den Montségur zurückzog. Amaury wurde im März 1221 schließlich zum Abbruch der Belagerung und zum Rückzug nach Carcassonne genötigt, nachdem Roger Bernard von Foix die Städte Limoux und Pieusse und andere Stützpunkte in Carcassès eroberte, zugleich hatte Raimund Rogers Bastardsohn Loup die Region um Razès unter seine Kontrolle gebracht.

## Tod
Im März 1223 eroberte Raimund Roger Mirepoix, eine der wichtigsten Städte seiner Grafschaft, die nun vollständig von den Kreuzfahrern befreit war. Wenige Tage später, am 27. März, verstarb der Graf von Foix aufgrund eines Geschwürs. Ein Jahr zuvor war bereits sein langjähriger Mitstreiter Graf Raimund VI. von Toulouse gestorben. Der päpstliche Kreuzzug gegen die Katharer, der 1209 begonnen hatte, sollte den Grafen um nicht einmal ein Jahr überleben. Im Januar 1224 wurde Carcassonne erobert in das der junge Raimund II. Trencavel, dessen Vater das erste prominente Opfer dieses Kreuzzuges war, einziehen konnte. Amaury de Montfort gab danach den Kampf auf und zog sich in seine Heimat zurück.
Graf Raimund Roger von Foix war für seine ritterliche Tugenden und Treue sowie seiner Zuneigung zur höfischen Kultur und schönen Frauen bekannt. Er galt als Patron der Troubadoure und war selbst Autor mehrerer Verse. Von dem Poeten Raimon de Miraval wurde er als „Ramon Drut“ (Raimund der Vielgeliebte) besungen.
Von dem Chronisten Pierre des Vaux-de-Cernay (Historia Albigensis), der ein eifriger Verfechter des Albigenserkreuzzuges war, wurden Raimund Roger wie auch sein Sohn als niederträchtige Verteidiger der Häretiker verdammt. Zusammen mit Bernard IV. von Comminges und Gaston VI. von Béarn bildete er nach Meinung des Chronisten das „schändliche und verdammte Trio“.

## Ehe und Nachkommen
Raimund Roger von Foix war mit Philippa de Montcada verheiratet, die aus einer einflussreichen katalanischen Familie stammte. Aus dieser Ehe gingen zwei Kinder hervor:
- Roger Bernard II. († 1241), Nachfolger seines Vaters als Graf von Foix, ⚭ 10. Januar 1202 Ermessende von Castelbon
- Cécile, ⚭ 6. Mai 1224 Graf Bernard V. von Comminges

Darüber hinaus sind von ihm zwei uneheliche Kinder bekannt:
- Loup de Foix[5] († 1259 oder später), Herr von Saverdun, Co-Herr von Mirepoix und königlicher Seneschall von Carcassonne, Stammvater des Hauses Foix-Rabat.
- Esclarmonde, eine katharische Parfait, ⚭ 1236 Bernard d’Alion, ein Katharer, der 1258 in Perpignan verbrannt wurde.